# Partidos Ecológicos del Mundo
World Ecological Parties (WEP) es una asociación política internacional compuesta principalmente por partidos ecologistas. Fue fundado en noviembre de 2003 en Maguncia (Alemania), eligiendo su primera mesa directiva en abril de 2004 en Estrasburgo (Francia).
La WEP es independiente de Global Verde, asociación en la cual se agrupan la mayoría de los partidos ecologistas.

## Partidos miembros

### América
- Partido Cosmopolita de Canadá

### Europa
- Partia e Blerte Shqiptare (Albania)
- Ökologisch-Demokratische Partei (Alemania)
- Grønne Demokrater (Dinamarca)
- Mouvement écologiste indépendant (Francia)
- Oikologoi Elladai (Grecia)
- Zöld Párt (Hungría)
- Partia Ekologjike e Kosoves (Kosovo)
- Duurzaam Nederland (Países Bajos)
- Partido da Terra (Portugal)

### África
- Debout pour le Congo (Rep. Democrática del Congo)
- Sauvons le Congo (Rep. Democrática del Congo)